# Mon traître
Mon traître est un roman de Sorj Chalandon publié en 2008 aux éditions Grasset.

## Historique
Ce roman s'inspire de l'histoire personnelle de l'auteur, par ailleurs journaliste à Libération, spécialiste du conflit en Irlande du Nord : son amitié avec Denis Donaldson, vue par le biais d'un narrateur parisien luthier ; trois ans plus tard, l'histoire romancée est racontée sous l'angle du « traître », dans Retour à Killybegs, petit port de pêche du Donegal, le comté le plus au Nord-Ouest de la république d'Irlande, près de la pointe nord de la baie de Sligo, au fond de laquelle se trouvent les villes de Sligo et Donegal. 
En 2018, Pierre Alary propose l'adaptation du roman en bande dessinée.

## Résumé
À Belfast en 1977, Antoine (surnommé ensuite Tony), luthier à Paris, violoniste et passionné de musique traditionnelle irlandaise, fait la connaissance de Tyrone, vétéran de l'IRA, l'Armée républicaine irlandaise. En 1979, Tyrone est arrêté par les Britanniques (pas par l'IRA) et libéré en 1981. Tony et Tyrone se voient régulièrement. 
En 1994, l'IRA dépose les armes. Tyrone est arrêté de nouveau en 2006, cette fois par l'IRA.
Il avoue que — « retourné » après sa sortie de prison en 1981 par les services secrets britanniques, sur chantage de la révélation d'un secret inavouable par lui à ses compagnons de l'IRA —, il est devenu un agent double et a vendu des infos aux Anglais depuis 1981. Après la trêve de 1994, il est « lâché » par les services secrets qui le manipulaient — pour semer la haine parmi les républicains radicaux. L'IRA déclare à Tony qu'il ne pourra plus venir en Ulster. Tyrone est tué en 2007 par un commando.

## Récompenses[2]
- Prix Jean-Freustié 2008[3].
- Prix Joseph-Kessel 2008.
- Prix Simenon 2008.
- Prix Lettres Frontière 2008.
- Prix Marguerite-Puhl-Demange 2008.
- Prix littéraire de la ville des Sables-d'Olonne - Festival Simenon 2008.
- Prix Gabrielle-d'Estrées 2008.